# Baureihe 141
De Baureihe 141 tot 1968 bekend als E41 is een elektrische locomotief bestemd voor het personenvervoer van de Deutsche Bundesbahn (DB).

## Geschiedenis
De locomotieven werden na de Tweede Wereldoorlog ontwikkeld en gebouwd door meerdere fabrikanten. Het ging hierbij om de bovenbouw gebouwd door Henschel werk Kassel, door Krauss-Maffei werk München-Allach en door Krupp werk Essen en de elektrische installatie gebouwd door AEG, door BBC en door Siemens.
In de herfst van 1952 vond de roll-out van de eerste locomotief de E10 001 bij Krauss-Maffei en AEG in München-Allach plaats.
Uit dit prototype locomotieven werden achtereenvolgens de volgende locomotieven ontwikkeld en gebouwd als serie E41, als serie E40, en als serie E50.

## Constructie en techniek
De locomotief heeft een stalen frame. Op de draaistellen wordt elke as door een elektrische motor aangedreven.

### Nummers
De locomotieven zijn door de Deutsche Bundesbahn (DB) als volgt genummerd.
- E41 001 - 435: na 1968 vernummerd in 141 001 - 435
- 141 436 - 451:

De volgende locomotieven zijn op dit moment nog actief:
- E41 001: DB-Museum in Koblenz-Lützel
- E41 006: Privat, Eisenbahnmuseum Dieringhausen
- 141 011: DB Regio, Bw Nürnberg Hbf
- 141 055: DB-Museum in Koblenz-Lützel
- 141 068: Privat, instructie locomotief in Frankfurt/Main
- 141 083: DB-Museum, uitgeleend aan Bayerisches Eisenbahnmuseum
- 141 228: DB Regio, uitgeleend aan Eisenbahnmuseum Darmstadt-Kranichstein
- 141 248: DB-Museum, uitgeleend aan Eisenbahnfreunde Betzdorf, Standort Siegen
- 141 366: DB-Museum in Koblenz-Lützel
- 141 401: Bombardier museum te Kassel naast de stoomlocomotief van de Baureihe 44

## Treindiensten
De locomotieven worden door de Deutsche Bahn (DB) ingezet in het personenvervoer op diverse trajecten in Duitsland.